# Punta Peñas
Punta Peñas es un promontorio ubicado en el país suramericano de Venezuela, que está localizado justo en el extremo oriental de la Península de Paria, administrativamente una parte del Municipio Valdez del Estado Sucre, y muy cerca de la isla de Trinidad.
Su importancia radica en que marca el que considera el punto final de la costa del Mar Caribe Venezolano (que inicia en Castilletes en la Península de la Guajira y es llamado también Fachada Caribe) y a la vez es el inicio de la Costa Atlántica de Venezuela, que terminaría en la Guayana Esequiba (a veces llamada Fachada Atlántica).